# Драгожань
Драгожань(рос. Драгожань, Драгошанка) — річка в Росії, у Людиновському й Думіницькому районах Калузької області. Ліва притока Жиздри (басейн Оки).

## Опис
Довжина річки 29 км, найкоротша відстань між витоком і гирлом — 20,71 км, коефіцієнт звивистості річки — 1,40. Площа басейну водозбору 275 км².

## Розташування
Має виток на північний захід від села Которець. Тече переважно на південний схід через Зімніці, Кам'янку, Високе і на північний схід від села Усти впадає у річку Жиздру, ліву притоку Оки.
Притоки: Чорна, Которянка (ліві); Слобожанка (права).
Біля села Високе річку перетинає єврошлях E101М3 (Москва — Київ).

## Цікаві факти
- Історична назва річки  — Драгошанка[2].

- У XIX столітті у селі Зімніці на річці працював водяний млин.
- У селі Зімніци існує Дорогошанський Троїцький монастир.